# Rue Françoise-Gilot
La rue Françoise Gilot est une voie située dans le 18e arrondissement de Paris.

## Situation et accès
La voie est située entre la place Dalida et la place Constantin-Pecqueur et a été créée sur une emprise de cette dernière et de la rue Girardon.

## Origine du nom
Depuis le 11 avril 2025, elle porte le nom de Françoise Gilot, peintre et écrivaine française.